# サンタンジェロ・ムクサーロ
サンタンジェロ・ムクサーロ（イタリア語: Sant'Angelo Muxaro）は、イタリア共和国シチリア自治州アグリジェント県にある、人口約1,300人の基礎自治体（コムーネ）。

## 地理

### 位置・広がり

#### 隣接コムーネ
隣接するコムーネは以下の通り。
- アグリジェント
- アレッサンドリア・デッラ・ロッカ
- アラゴーナ
- カステルテルミニ
- カットーリカ・エラクレーア
- チャンチャーナ
- ラッファダーリ
- サン・ビアージョ・プラータニ
- サンタ・エリザベッタ